# Júnior dos Santos
Júnior dos Santos Almeida, portugalská výslovnost: [ˈʒũnjoʁ dus ˈsɐ̃tus]; přezdívka „Cigano” (* 30. ledna 1984 Caçador) je brazilský bojovník smíšených bojových umění (MMA) a bývalý šampion těžké váhy nejprestižnější světové organizace UFC. Většina předních autorit ho považuje za světové číslo 2 v těžké váze.
Dos Santos je specialistou na boj v postoji. Spoléhá se především na box, v němž patří v těžké váze MMA v současnosti mezi nejlepší. Boj na zemi vážněji prověřil jen málokdo, neboť se soupeřům jen těžko daří prorazit hradbu jeho přesných, rychlých a tvrdých úderů a dobrou obranu proti strhům. Dos Santos porazil mnoho předních bojovníků MMA jako jsou například Cain Velasquez, Frank Mir, Fabricio Werdum, Mirko "Cro Cop" Filipovič, Shane Carwin či Gabriel Gonzaga.
Šampionem UFC se dos Santos stal 12. listopadu 2011, když knockoutoval Caina Velasqueze.
Titul obhájil, když knockoutoval Franka Mira ve druhém kole.
29. prosince 2012 jej Velasquez v odvetě dominantním výkonem s využitím porazů porazil a získal titul zpět.
V jejich třetím vzájemném zápase (19. října 2013) opět dominoval Cain Velasquez, který předčil Santose jak v boxu, tak v boji v klinči a zvítězil TKO v pátém kole.
Následně porazil Stipeho Miocice v pětikolovém zápase na body. Oba dostali 50 000 dolarů za zápas večera.
Poté jej porazil holanďan Alistair Overeem technickým KO ve druhém kole.
Poradil si taky s Benem Rothwellem kterého v pětikolovém zápase porazil na body.
13. května 2017 jej čekal odvetný zápas s Miocicem. Stipe tehdy byl šampion těžké váhy. Svůj titul Stipe obhájil a Santose knockoutoval v prvním kole. Stipe za výkon večera dostal 50 000 dolarů.
O rok později se JDS vrátil do oktagonu a postavil se debutantovi Blagoyovi Ivanovovi. Po pěti kolech JDS vyhrál.
Pomocí boxu si poradil taky s tehdy neporaženým Australanem Taiem Tuivasou, kterého knockoutoval ve druhém kole.
9. března 2019 se JDS utkal s nebezpečným Derrickem Lewisem v hlavním zápase vypsaném na pět kol. JDS ho ve druhém kole porazil na TKO.
Na turnaji UFC 239 JDS zápasil s Francisem Ngannouem a prohrál na KO v prvním kole.
Santosova aktuální zápasová bilance je 21 vítězství (z toho 15 knockoutem a 5 podrobením) a 6 porážek (z toho 1 podrobením).
Junior dos Santos měří 193 cm, váží 108 kg a rozpětí paží má 196 cm.

## MMA výsledky
| Výsledek | Bilance | Soupeř               | Metoda                                    | Událost                              | Datum              | Kolo | Čas  | Místo                              |
| -------- | ------- | -------------------- | ----------------------------------------- | ------------------------------------ | ------------------ | ---- | ---- | ---------------------------------- |
| Výhra    | 17-3    | Stipe Miočić         | Na body                                   | UFC on Fox: dos Santos vs. Miocic    | 13. prosince 2014  | 5    | 5:00 | Phoenix, Spojené státy americké    |
| Prohra   | 16-3    | Cain Velasquez       | TKO (údery)                               | UFC 166                              | 19. října 2013     | 5    | 3:09 | Houston, Spojené státy americké    |
| Výhra    | 16-2    | Mark Hunt            | KO (kop s otočkou)                        | UFC 160                              | 25. května 2013    | 3    | 4:18 | Las Vegas, Spojené státy americké  |
| Prohra   | 15-2    | Cain Velasquez       | Na body                                   | UFC 155                              | 29. prosince 2012  | 5    | 5:00 | Las Vegas, Spojené státy americké  |
| Výhra    | 15-1    | Frank Mir            | TKO (údery)                               | UFC 146                              | 26. května 2012    | 2    | 3:04 | Las Vegas, Spojené státy americké  |
| Výhra    | 14-1    | Cain Velasquez       | KO (pěstí)                                | UFC on Fox: Velasquez vs. dos Santos | 12. listopadu 2011 | 1    | 1:04 | Anaheim, Spojené státy americké    |
| Výhra    | 13-1    | Shane Carwin         | Na body                                   | UFC 131                              | 11. června 2011    | 3    | 5:00 | Vancouver, Kanada                  |
| Výhra    | 12-1    | Roy Nelson           | Na body                                   | UFC 117                              | 7. srpna 2010      | 3    | 5:00 | Oakland, Spojené státy americké    |
| Výhra    | 11-1    | Gabriel Gonzaga      | TKO (údery)                               | UFC Live: Vera vs. Jones             | 21. března 2010    | 1    | 3:53 | Broomfield, Spojené státy americké |
| Výhra    | 10-1    | Gilbert Yvel         | TKO (údery)                               | UFC 108                              | 2. ledna 2010      | 1    | 2:07 | Las Vegas, Spojené státy americké  |
| Výhra    | 9-1     | Mirko Filipović      | Odstoupení ze zápasu (TKO – poranění očí) | UFC 103                              | 19. září 2009      | 3    | 2:00 | Dallas, Spojené státy americké     |
| Výhra    | 8-1     | Stefan Struve        | TKO (údery)                               | UFC 95                               | 21. února 2009     | 1    | 0:54 | Londýn, Spojené království         |
| Výhra    | 7-1     | Fabrício Werdum      | TKO (údery)                               | UFC 90                               | 25. října 2008     | 1    | 1:20 | Rosemont, Spojené státy americké   |
| Výhra    | 6-1     | Geronimo dos Santos  | TKO (zásah doktora)                       | Demo Fight 3                         | 24. května 2008    | 1    | 0:44 | Salvador, Brazílie                 |
| Prohra   | 5-1     | Joaquim Ferreira     | Donucení (armbar)                         | MTL: Final                           | 10. listopadu 2007 | 1    | 1:13 | São Paulo, Brazílie                |
| Výhra    | 5-0     | Jair Gonçalves       | TKO (údery)                               | Mo Team League 2                     | 29. září 2007      | 1    | 2:52 | São Paulo, Brazílie                |
| Výhra    | 4-0     | Joaquim Ferreira     | Odstoupení ze zápasu                      | XFC: Brazil                          | 29. dubna 2007     | 1    | 5:00 | Rio de Janeiro, Brazílie           |
| Výhra    | 3-0     | Edson Ramos          | TKO (zásah doktora)                       | XFC: Brazil                          | 29. dubna 2007     | 1    | 8:45 | Rio de Janeiro, Brazílie           |
| Výhra    | 2-0     | Eduardo Maiorino     | Donucení (guillotine choke)               | Minotauro Fights 5                   | 9. prosince 2006   | 1    | 0:50 | São Bernardo do Campo, Brazílie    |
| Výhra    | 1-0     | Jailson Silva Santos | KO (fotbalový kop)                        | Demo Fight 1                         | 16. července 2006  | 1    | 2:58 | Salvador, Brazílie                 |